# Hein Essink
Hein Essink (5 de abril de 1934 – 8 de noviembre de 2014) fue un deportista neerlandés que compitió en judo. Ganó siete medallas en el Campeonato Europeo de Judo entre los años 1952 y 1961.

## Palmarés internacional
| Campeonato Europeo | Campeonato Europeo       | Campeonato Europeo | Campeonato Europeo |
| Año                | Lugar                    | Medalla            | Categoría          |
| ------------------ | ------------------------ | ------------------ | ------------------ |
| 1952               | París (Francia)          | Medalla de plata   | 1.er kyu           |
| 1957               | Róterdam (Países Bajos)  | Medalla de plata   | –80 kg             |
| 1958               | Barcelona (España)       | Medalla de bronce  | –80 kg             |
| 1959               | Viena (Austria)          | Medalla de oro     | –80 kg             |
| 1960               | Ámsterdam (Países Bajos) | Medalla de plata   | –80 kg             |
| 1960               | Ámsterdam (Países Bajos) | Medalla de bronce  | 4.º dan            |
| 1961               | Milán (Italia)           | Medalla de bronce  | 4.º dan            |